# Loczka Alajos
Loczka Alajos (Budapest, 1892. július 8. – Budapest, 1972. január 24.) magyar kémikus, tanár, Loczka József ásványkémikus fia.

## Életpályája
Egyetemi tanulmányait a budapesti tudományegyetem bölcsészettudományi karán végezte el; kémia–természetrajz szakos tanári diplomát kapott. A budapesti tudományegyetemen 3 évig tanársegéd volt. 1920-ban szerves kémiai tárgyból doktorátust szerzett. Ezután a budapesti Kemény Zsigmond reáliskolában vállalt tanári állást; közben Konek Frigyes mellett az Országos Chemiai Intézetben tudományos kutatómunkát végzett. Ebben az időben számos középiskolai kémiai tankönyvet írt. 1927–1928 között – állami ösztöndíjjal – az USA-ban az iskolarendszert tanulmányozta. Hazatérése után az Országos Közoktatási Tanácsnál tanácsos volt. 1937-ben a Vallás- és Közoktatásügyi Minisztérium Szakoktatási Ügyosztályának vezetője volt. E minőségben több szakiskola, vegyészeti szakiskolák létrehozását kezdeményezte. 1945-ben a minisztériumból az Egyetemi Könyvtárba helyezték szolgálattételre. 1946-ban nyugdíjazták. 1950-től nyugdíjasként az Országos Műszaki Könyvtár és Dokumentációs Központ munkatársa volt. 1962-től emellett a Magyar Vegyészeti Múzeum tudományos munkatársa is volt.
Úttörője, kidolgozója és fejlesztője volt hazánkban az ún. „munkáltató” vagy „cselekedtető” kémiatanítási módszernek, ahol a diákok adott feladatokkal kísérletezve, mintegy önállóan, maguk jutnak a kívánt felismerésekhez. Számos didaktikai és több kémiatörténeti tanulmányt, könyvet írt. Társszerkesztője volt a Fizikai és Kémiai Didaktikai Lapoknak.
A tanulók gyakorlatias észjárásra tesznek szert, feltámad érdeklődésük a bennünket körülvevő anyagi világ jelenségei, az ezeket irányító erők és törvényszerűségek iránt..., gyakorolják a pontos megfigyelést, a kísérletek ránevelik őket a lényegesnek a lényegtelentől való megkülönböztetésére, megszokják, hogy az élet bármely területén igyekezzenek a dolgok mélyére hatolni, és ne vezessék őket tévútra a lényegnél sokszor feltűnőbb kísérő körülmények. Kifejlődik bennük a bírálat szelleme, és hozzászoknak a szabatos kifejezésmódhoz.

## Főbb művei
- Az alchemia története (Budapest, 1925)
- A kémia-oktatás alapelvei a középfokú iskolákban (Budapest, 1933)
- A kémia tanításának története (Fizikai és Kémiai Didaktikai Lapok, 1933–1938)
- A művelődés útja Amerikában (Budapest, 1937)